# Бетен (Монтреј)
Бетен (фр. Beutin) насеље је и општина у североисточној Француској у региону Север-Па де Кале, у департману Па де Кале која припада префектури Montreuil.
По подацима из 2011. године у општини је живело 484 становника, а густина насељености је износила 161,33 становника/km². Општина се простире на површини од 3 km². Налази се на средњој надморској висини од 10 метара (максималној 67 m, а минималној 4 m).

## Демографија
| 1962. | 1968. | 1975. | 1982. | 1990. | 1999. | 2011. |
| ----- | ----- | ----- | ----- | ----- | ----- | ----- |
| 206   | 234   | 233   | 294   | 323   | 373   | 484   |

График промене броја становника у току последњих година